# Halifax Minster

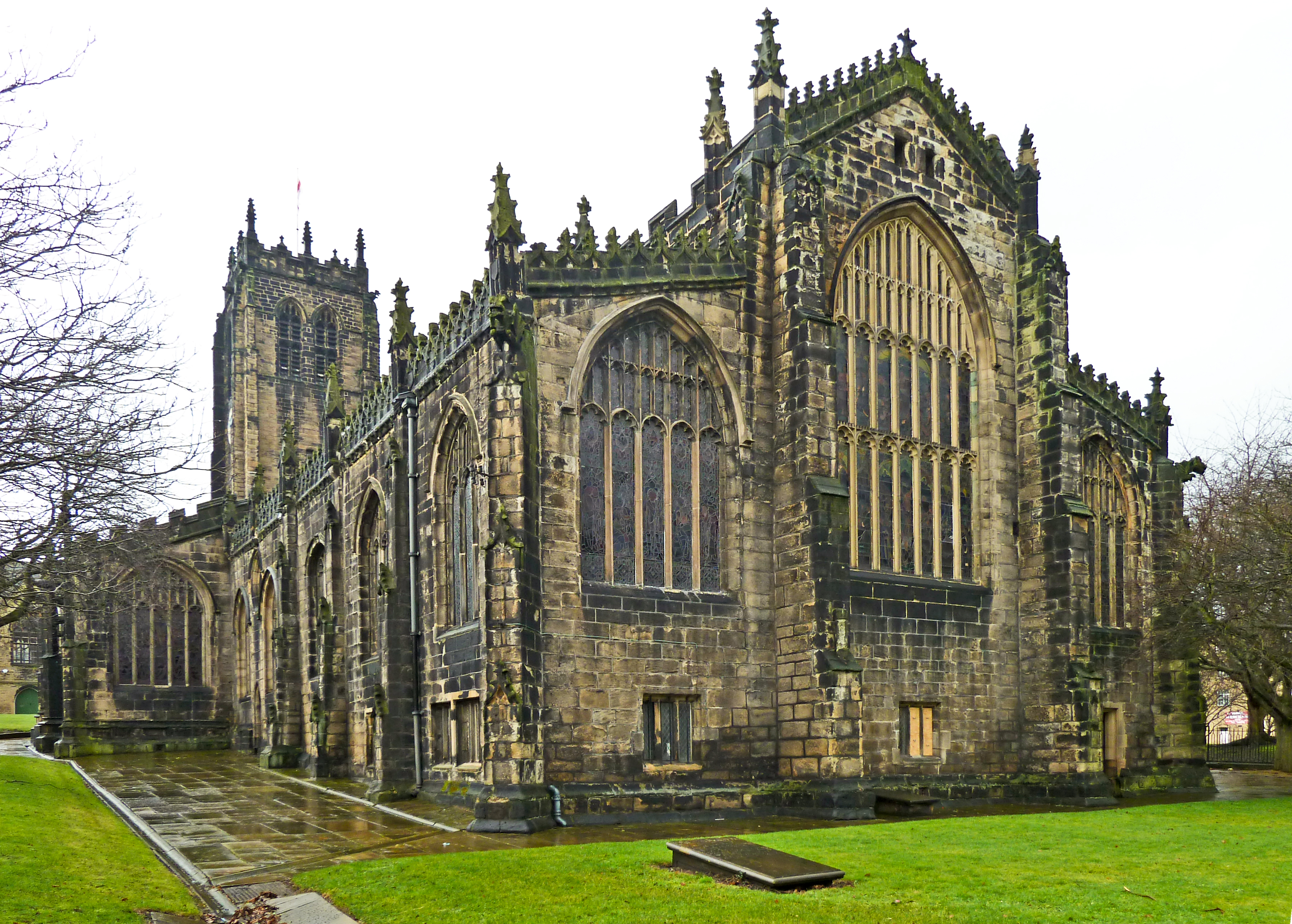
Halifax Minster (von Südosten)

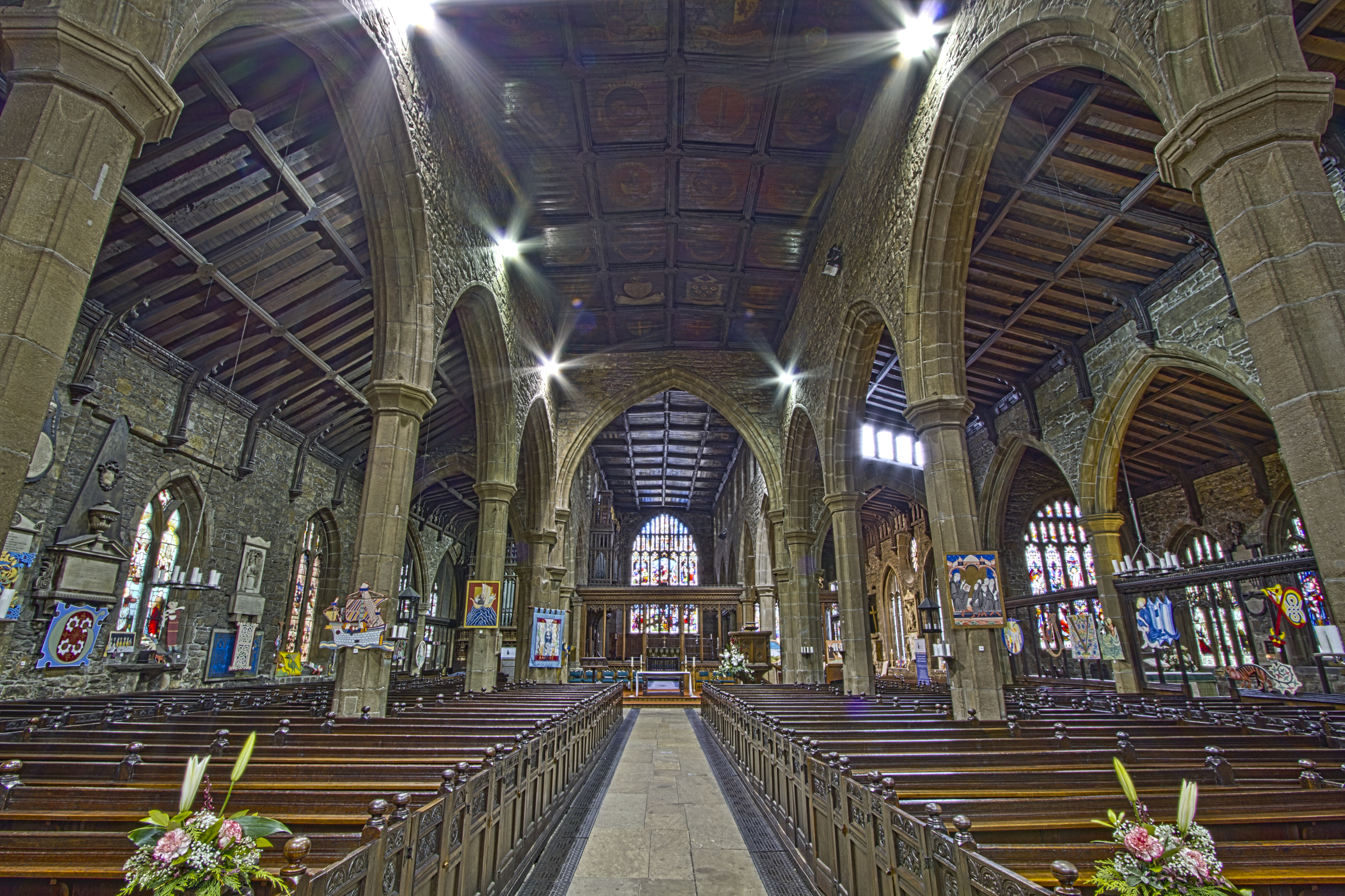
Langhaus und Blick in den Chor

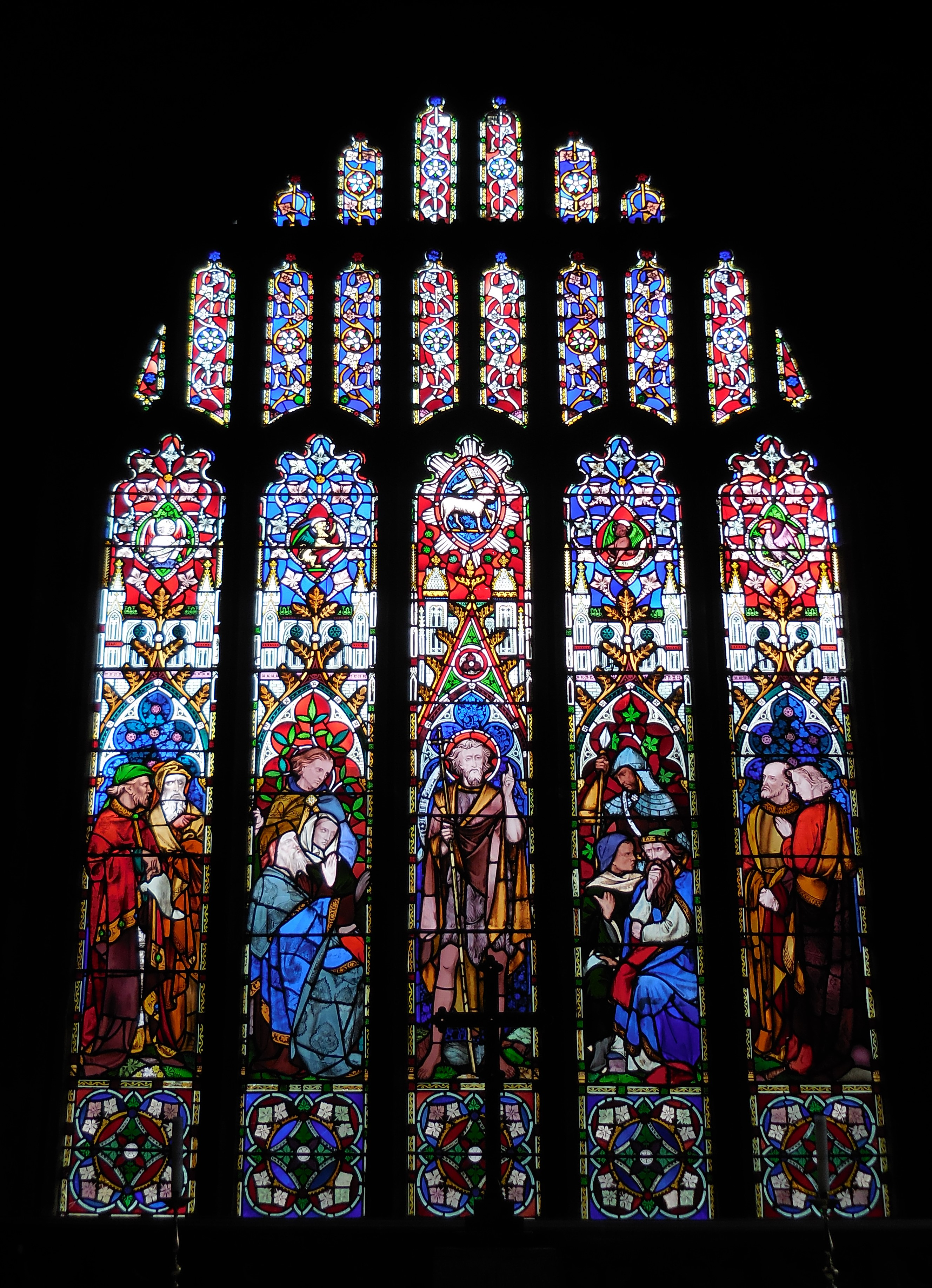
Perpendicular-Style-Fenster mit viktorianischer Verglasung

Das zu Ehren von Johannes dem Täufer (St John the Baptist) geweihte Halifax Minster in der mittelenglischen Stadt Halifax in der Grafschaft (county) West Yorkshire ist die Hauptpfarrkirche der Stadt und gehört zur Diözese Leeds in der Church of England. Im Jahr 1954 wurde der architektonisch sehr einheitlich gestaltete Kirchenbau als Grade-I-Baudenkmal eingestuft; 2009 erhielt er den offiziellen Status eines Minsters.

## Lage
Das Halifax Minster liegt in der nach dem Fluss Calder benannten Region Calderdale im historischen Zentrum der heutigen, zwischen Leeds (25 km nordöstlich) und Manchester (ca. 53 km südwestlich) gelegenen Industriestadt, unweit des Bahnhofs in einer Höhe von ca. 130 m.

## Geschichte
Im Jahr 1120 existierte bereits eine cluniazensische Prioratskirche des Klosters Lewes. Die heutige Kirche mitsamt ihrem ca. 35 m hohen Westturm entstand im Perpendicular Style des 15. Jahrhunderts; Initiator des im Jahr 1438 begonnenen und vor 1480 vollendeten Neubaus war der Vikar Thomas Wilkinson. In den Jahren 1878/79 wurde der Kirchenbau unter der Leitung des Architekten George Gilbert Scott restauriert.

## Architektur
Die dreischiffige Kirche ist – wie die meisten englischen Kirchen – nicht gewölbt, sondern wird von hölzernen Pult- und Flachdecken überspannt. Die drei Schiffe werden von achteckigen Pfeilern getrennt. Kirchenschiff und Chorbereich (chancel) sind gleich breit.

## Ausstattung
Die größtenteils aus Holz gefertigte Ausstattung umfasst z. B. das aus einer anderen Kirche hierher verbrachte Chorgestühl oder den ca. 4,50 m hohe Beckenaufsatz im gotischen Stil. Ein Opferstock aus der Zeit um 1700 wird von wird von einer Figur, genannt Old Tristram, gehalten, die möglicherweise einem realen Bettler nachgebildet ist.

## Geläut
Im Westturm hängen 15 Glocken, darunter 14 Läuteglocken und eine kleine Glocke aus dem 16. Jahrhundert. Die Läuteglocken wurde 1951 von der Glockengießerei Gillett and Johnston foundry in Croydon, London gegossen. Die größte Glocke wiegt ca. 1,5 Tonnen, die kleinste ca. 300 kg.

## Sonstiges
- Im Jahr 1766 war der deutschstämmige Komponist und Astronom Wilhelm Herschel Organist der Pfarre.
- In der Kirche befindet sich das Bodengrab der in England bekannten Reisenden und Tagebuch-Autorin Anne Lister († 1840).